# دنیس-پی جی۰۲۰۵۲۹٫۰–۱۱۵۹۲۵
دنیس-پی جی۰۲۰۵۲۹.۰-۱۱۵۹۲۵ یک ستاره است که در صورت فلکی نهنگ قرار دارد.